# Dany Antunes
Pour les articles homonymes, voir Antunes.
Pas d'image ? Cliquez ici

a Compétitions nationales et continentales officielles uniquement.

b Matchs officiels uniquement.
Dernière mise à jour le 07 avril 2022.
Dany Antunes, né le 15 septembre 1997, est un joueur franco-portugais de rugby à XV qui évolue au poste d'arrière et d'ailier. Il joue en 2021 au sein de l'effectif du RC Massy.

## Biographie
Dany Antunes commence le rugby au sein du RC Pays de Meaux. Il y reste jusqu'en 2012, date à laquelle il intègre l'académie du RC Massy. En 2019, il débute en Fédérale 1 avec Massy, étant membre d'une jeune génération de joueurs visant à ramener le club en Pro D2, via une base de joueurs franciliens, au travers du projet Massy 2023,. 
En fin d'année 2019, il débute avec la sélection portugaise lors d'une tournée en Amérique du Sud. Il est en effet d'origine portugaise, sa famille ayant ses racines à Tomar, où il se rendait régulièrement en vacances. 
Il va rapidement s'imposer avec la sélection, et est rappelé quelques mois plus tard pour disputer le championnat d'Europe 2020. En club, il prolonge pour une saison avec Massy pour l'exercice 2020-2021. 

## Statistiques

### En sélection
| Année | Compétition | Matchs | Points | Essais | Transf. | Drops | Pénal. |
| ----- | ----------- | ------ | ------ | ------ | ------- | ----- | ------ |
| 2019  | Test matchs | 2      | 18     | 1      | 2       | -     | 3      |
| 2020  | REC         | 4      | 52     | 3      | 8       | -     | 7      |
| 2021  | REC 2020    | 1      | 6      | -      | -       | -     | 2      |
| 2021  | REC 2021    | 3      | 5      | 1      | -       | -     | -      |
| 2022  | REC 2022    | 1      | 19     | 1      | 7       | -     | -      |
| Total | Total       | 11     | 98     | 6      | 17      | -     | 12     |

| Essai | Adversaire | Lieu                                         | Compétition | Date            | Résultat | Score |
| ----- | ---------- | -------------------------------------------- | ----------- | --------------- | -------- | ----- |
| 1     | Brésil     | Stade Nicolau-Alayon, São Paulo              | Test match  | 9 novembre 2019 | Défaite  | 26-24 |
| 1     | Roumanie   | Complexe sportif municipal, Caldas da Rainha | REC         | 8 février 2020  | Victoire | 22-11 |
| 1     | Géorgie    | Stade Jean-Bouin, Paris                      | REC         | 7 mars 2020     | Défaite  | 24-39 |
| 1     | Roumanie   | Centro de Alto Rendimento do Jamor, Oeiras   | REC         | 13 mars 2021    | Défaite  | 27-28 |
| 1     | Pays-Bas   | Centro de Alto Rendimento do Jamor, Oeiras   | REC         | 26 février 2022 | Victoire | 59-3  |